# Hanlontown
Hanlontown és una població dels Estats Units a l'estat d'Iowa. Segons el cens del 2000 tenia 229 habitants.

## Demografia
Segons el cens del 2000, Hanlontown tenia 229 habitants, 90 habitatges, i 65 famílies. La densitat de població era de 91,2 habitants/km².
Dels 90 habitatges en un 37,8% hi vivien nens de menys de 18 anys, en un 66,7% hi vivien parelles casades, en un 4,4% dones solteres, i en un 26,7% no eren unitats familiars. En el 22,2% dels habitatges hi vivien persones soles el 13,3% de les quals corresponia a persones de 65 anys o més que vivien soles. El nombre mitjà de persones vivint en cada habitatge era de 2,54 i el nombre mitjà de persones que vivien en cada família era de 2,98.
Per edats la població es repartia de la següent manera: un 28,8% tenia menys de 18 anys, un 5,7% entre 18 i 24, un 35,8% entre 25 i 44, un 17,5% de 45 a 60 i un 12,2% 65 anys o més.
L'edat mediana era de 33 anys. Per cada 100 dones de 18 o més anys hi havia 96,4 homes.
La renda mediana per habitatge era de 35.000 $ i la renda mediana per família de 46.458 $. Els homes tenien una renda mediana de 29.792 $ mentre que les dones 22.778 $. La renda per capita de la població era de 17.320 $. Entorn del 3% de les famílies i el 2,7% de la població estaven per davall del llindar de pobresa.

## Poblacions més properes
El següent diagrama mostra les poblacions més properes.